# Lann-Ar-Peulven

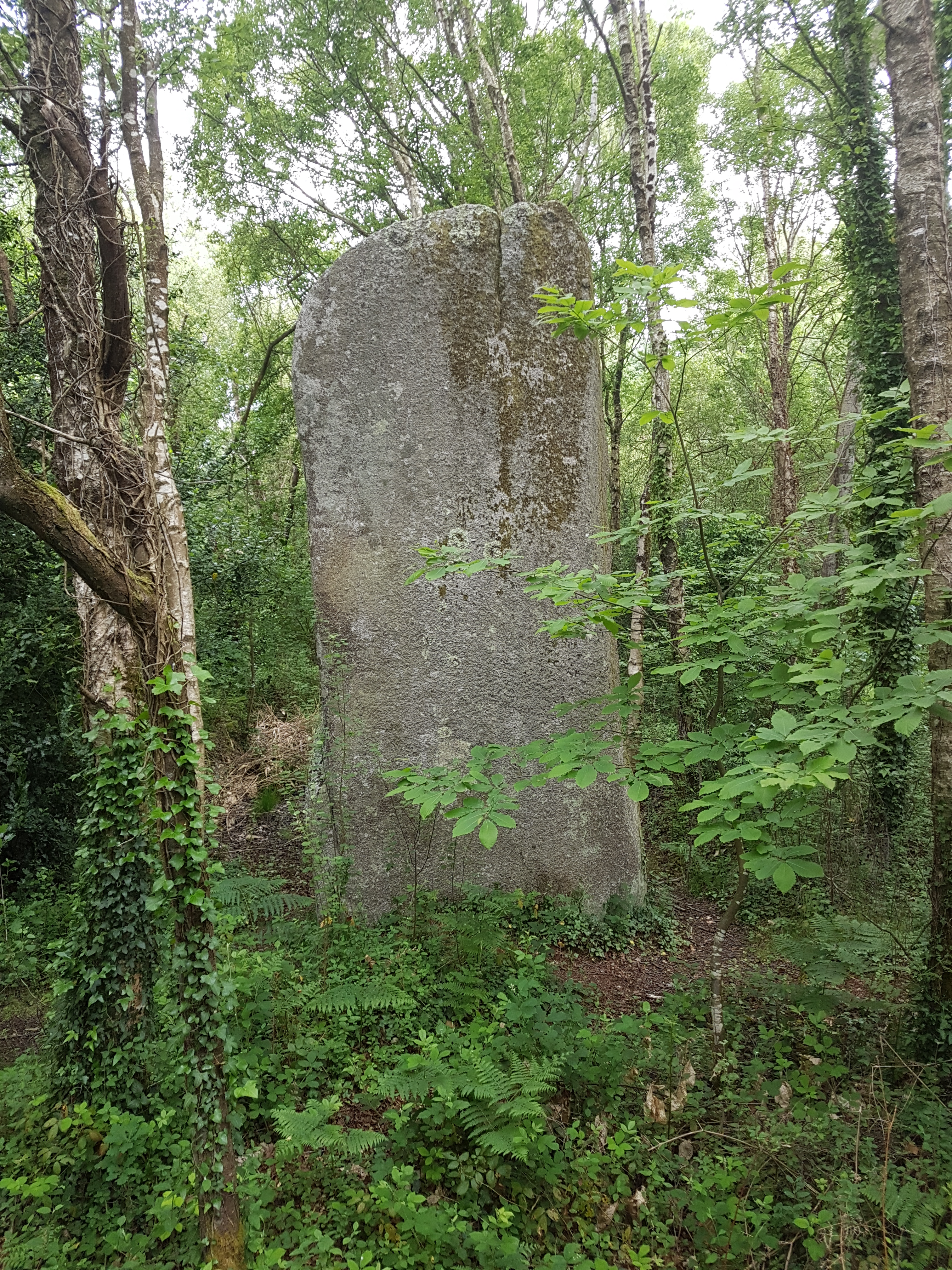
Lann Ar Peulven

Der Menhir Lann Ar Peulven (auch Menhir de Lan-Saliou oder Poulpry genannt) steht im Wald, östlich von Trédrez-Locquémeau (auch Tredraezh-Lokemo) und westlich von Lannion im Westen des Département Côtes-d’Armor in der Bretagne in Frankreich.
Der Menhir aus Trédrez-Granit hat eine rechteckige Grundfläche und eine Höhe von 4,95 m. Er zeigt Erosionsrinnen auf der Oberseite.
Der Menhir von Toul-an-Lann befindet sich in der Nähe des namengebenden Hofes, nördlich der D786. Im Ort befinden sich auch der Menhir von Lianver die Menhire Toul-an-Lann und der Dolmen von Roscoualc’h.